# کلی ویکرز
کلی ویکرز (متولد ۲۰ اوت ۱۹۸۹) یک مدل زیبایی اهل هلند می‌باشد که برنده جایزه بانوی هلند ۲۰۱۱ شده‌است. او همچنین در رده شانزدهم زیباترین زنان جهان در سال ۲۰۱۱ قرار گرفت.

## زندگی‌نامه
او در خانواده ای مستحکم همراه با خواهر رومی اش پرورش یافت. در طول سال‌های تحصیل به عنوان یک پیشخدمت کار می‌کرد اما بعدها توسط یک سازمان مدل‌سازی کشف شد و کار مدلینگ را آغاز کرد. او مدلینگ را به عنوان یک سرگرمی آغاز کرد، و سپس تبدیل به شغل نیمه وقت وی در دبیرستان و بعد دانشگاه گشت. ویکرز در مراسم‌ها و آگهی‌های بازرگانی کار مدلینگ را انجام می‌دهد.

## مطالعه
در سپتامبر ۲۰۱۲ او تصمیم گرفت که به دانشگاه برود و ادامه تحصیل دهد. پس از دریافت مدرک لیسانس خود در رشته روان‌شناسی و علوم اعصاب در تابستان سال ۲۰۱۱، دوباره اما این دفعه به صورت تمام وقت فعالیت‌های مدلینگ را از سر گرفت.